# Moto
Moto（もと、本名：大泉 慕〈おおいずみ もと〉、1988年〈昭和63年〉7月7日 - ）は、日本の女性シンガーソングライター。千葉県千葉市美浜区出身で4歳まで暮らし、岩手県奥州市（当時は水沢市）の祖母の家にに引っ越し高校卒業まで暮らす。

## 来歴
3歳からピアノを習い始め、小学4年生の頃、地元・岩手で行われた国際ピアノ音楽コンクールに出場して3位入賞を果たす。
中学生の頃はガリ勉だったが、高校進学とともに「正しい世界はひとつではない！」と思うようになり、学校の教室でピアスの穴を1日に3か所も空けてしまった。
高校卒業後に上京。専門学校に通いながら東京都内でライブハウスを中心に音楽活動を開始、バンドやゴスペル・グループで歌っていた。
一時期、保育士を目指した事もあった。
2010年からは独学で作詞作曲を始める。きっかけは「自分を表現したい」という何気ないものだったが、中学時代に一度やめてしまったピアノを再開して1人で曲作りからやるようになった。友人の路上ライブを見に行った際に数曲オケ形式でカバー曲を歌ったことがある。
2012年5月、前所属事務所にスカウトされる。8月、デモテープ（サンプル音源）曲「ビー玉」がラジオ各局で流れ始め、ニッポン放送が「オールナイトニッポンZERO」のエンディング曲に採用する。12月より、翌年発売のデビューアルバムに収録されている「桜の声」が、「ビー玉」に続き「オールナイトニッポンZERO」のエンディング曲に採用される。全国のAM・FM各局もこぞってオンエアするようになり、リリース前から各チャートでランクインした。
2013年1月より、NACK5でレギュラー番組「moto SINGING MY HEART」が始まる。2月2日に「オールナイトニッポンR」のパーソナリティーを担当する。2月6日、ミニアルバム「moto」でメジャーデビュー。2013年4月からニッポン放送のmotoのオールナイトニッポン0(ZERO)でパーソナリティを1年間担当する。
2015年4月より、表記を「Moto」に改める。

## 人物
身長157センチ、血液型はA型。
胃が弱く、脂っこい物が苦手。
歌うことが好きで、バンドのボーカルや、ゴスペルの経験もある。そのため、華奢なルックスとは裏腹に、会場全体を震わせる歌唱力と澄んだ声は、聴いた人を圧倒する。
デビューミニアルバムに収録されている「桜の声」には、アルバムリリース前からラジオや有線放送で幅広い年代からのリクエストが寄せられ、特に有線の「お問い合わせランキング」では2位を記録、さらに2013年1月30日付のレコチョク「ロックうた」デイリーランキングで1位を獲得した。2013年2月20日付、USEN「週間USEN HIT J−POP ランキング」では3位を、2月22日付、キャンシステム「全国J−POPランキング」では7位にランクイン。また、「桜の声」が入ったデビューミニアルバム「moto」は、オリコンの2月18日付の「インディーズアルバム週間ランキング」で初登場7位となり、さらに、インディーズとしては珍しく、エアモニチャートの上位に「桜の声」がランクイン。
また、NACK5の「monaka」で特別企画として実施された「桜ソングリクエスト」において、「2013年リスナーが選ぶ桜ソングBEST20」で、福山雅治の「桜坂」に次ぐ2位を記録した。2013年の新作としては唯一のランクインとなった。また、NACK5の2013年2月の推薦曲として繰り返しオンエアされたことがランクインの要因となった。NACK5によれば、リスナーからは「今年出る桜ソングはとユーチューブで検索したら、この歌が出てきた。声がきれいで心に響く」「力強い歌声に心打たれた」などの声が寄せられていた。
「桜の声」は2010年の大みそかに実家で作り始めたもので、東日本大震災で被害を受けたmotoの地元である岩手県奥州市の水沢公園にある桜の風景がモチーフになっており、被災された後も咲く桜の思いを込めたという。
motoは震災があってから「自分の地元も被害を受けた中で残った桜がたくさんあって、生命力の強さを感じ、何度も曲を練り直して今の形になりました。歌う時はいつもあの公園の桜を思い浮かべて歌っています」と話している。その上で「私の歌で『誰かが明日から頑張ろう！』と思ってくれる、そんな存在になりたい」と話している。
オールナイトニッポンのチーフディレクター・松岡敦司は、「通り一遍の声じゃなく多彩で、アップテンポ曲とバラードのギャップがすごい。ライブを見て『これは』と一目ぼれでした。椎名林檎さんのようなタイプかな」と話している。
2012年9月当時、リラックスしたい時に聴く曲は絢香「やさしい蒼」、リフレッシュしたい時に聴く曲はaiko「イジワルな天使よ 世界を笑え！」、リスタートしたい時に聴く曲はシャリース「In This Song」。

## ディスコグラフィー

### ミニアルバム
|     | 発売日        | タイトル | 規格品番  |
| --- | ------------- | -------- | --------- |
| 1st | 2013年2月6日  | moto     | ZLCP-0108 |
| 2nd | 2013年7月17日 | moto II  | ZLCP-0129 |
| 3rd | 2014年8月13日 | ほうき星 | ZLCP-0186 |

上記の発売元はいずれもVillage Again。

## レギュラー番組
- moto SINGING MY HEART(NACK5) 2013年1月〜2015年3月
- motoのオールナイトニッポン0(ZERO)(ニッポン放送)　2013年4月〜2014年3月